# Nepenthes northiana
Nepenthes northiana ist eine fleischfressende Pflanze aus der Gattung der Kannenpflanzen (Nepenthes). Sie wurde um 1881 von Joseph Dalton Hooker erstbeschrieben.

## Beschreibung
Nepenthes northiana ist ein kräftiger mehrjähriger und immergrüner Halbstrauch mit kletternden Trieben, die etwa vier Meter lang werden. Die Blätter von Nepenthes northiana sind konisch geformt, mehr oder weniger glatt und sitzen wechselständig am Trieb. Sie werden bis zu 36 cm lang und 20 cm breit.

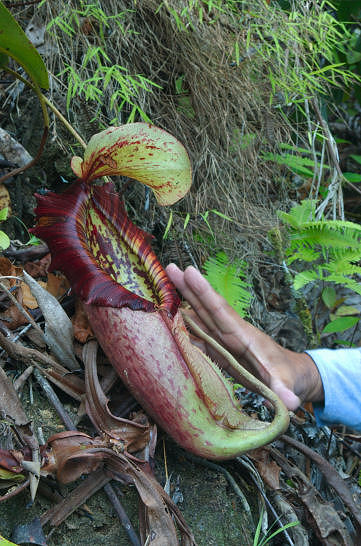
Obere Kanne

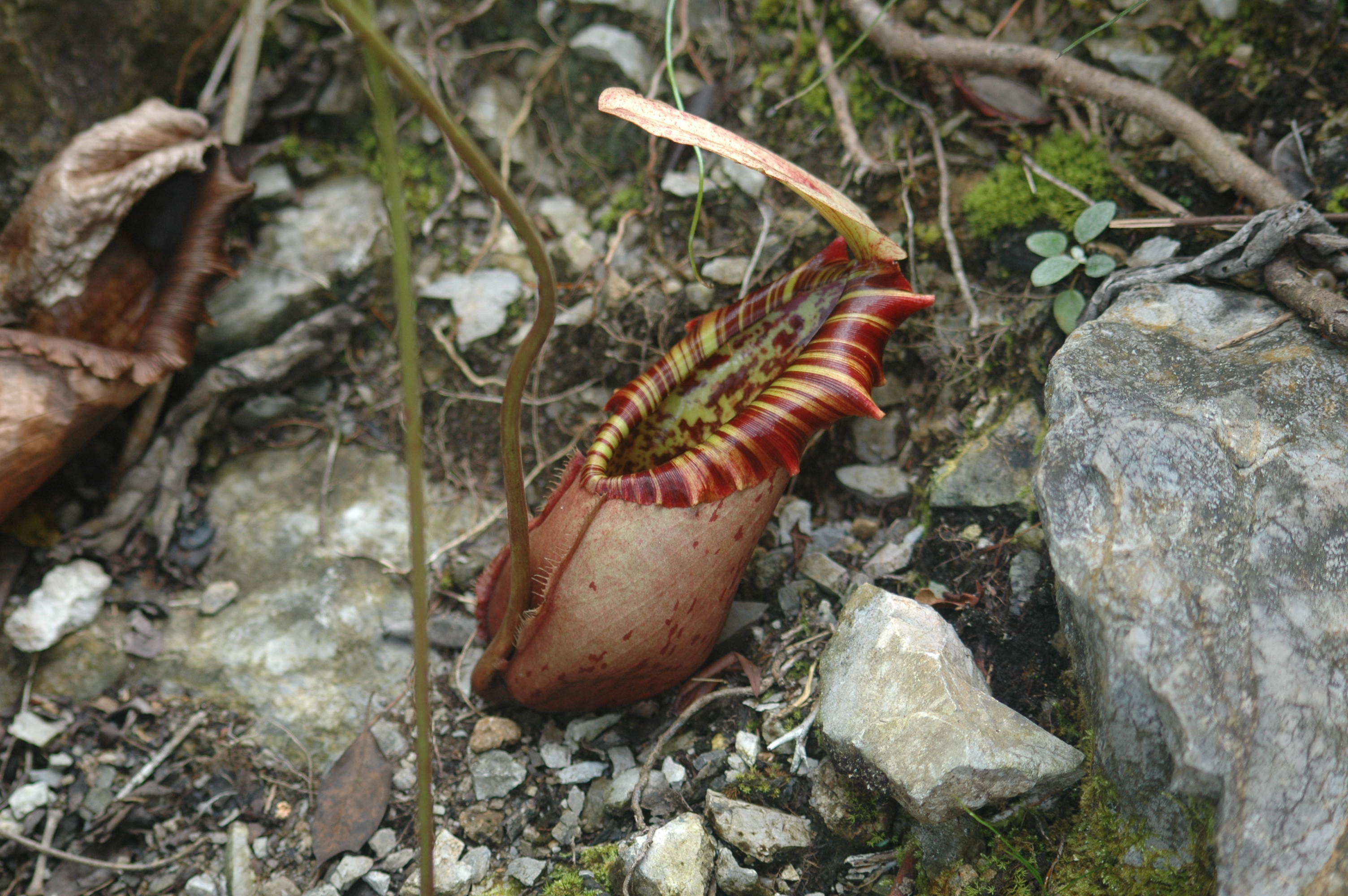
Untere Kanne

Die Kannen von Nepenthes northiana weisen einen deutlichen Dimorphismus auf. Die unteren Kannen sind krugförmig mit deutlich gefächerten Flügelleisten. Die oberen Kannen hingegen sind breit-trichterförmig, weisen allerdings ebenfalls deutliche Flügelleisten auf.
Beiden Kannentypen gemeinsam ist das Peristom, welches sehr ausladend und nur leicht nach hinten gebogen ist. Durch die fast senkrechte Kannenöffnung und das stark zur Rückseite hin geneigte Peristom wirken die Kannen, als seien sie mit sanfter Gewalt frontal eingedrückt worden. Auch fallen die Kannen durch das typische Streifenmuster des Peristoms auf. Sie werden außerdem recht groß, sie erreichen eine Länge von bis zu 43 cm und sind damit größer als die Kannen von Nepenthes rajah.

### Blüten und Samen
Die Blüten von Nepenthes northiana sind getrennt-geschlechtlich zweihäusig (diözisch) und erscheinen an bis zu 70 cm langen Rispen. Sie besitzen vier Kronblätter und sind rötlich gefärbt.

## Heimat/Herkunft
Nepenthes northiana ist hauptsächlich auf Borneo im Bundesstaat Sarawak beheimatet, wo sie lithophytisch auf Kalksteinfelsen lebt. Diese Eigenart ist sonst nur von Nepenthes campanulata und Nepenthes mapuluensis bekannt.

## Botanische Geschichte
Nepenthes northiana wurde um 1880 von der Naturforscherin und Künstlerin Marianne North auf Aquarellen festgehalten, auf welche wiederum der Botaniker und Züchter Harry Veitch aufmerksam wurde. Zu Ehren von Marianne North wurde diese Kannenpflanzenart „Nepenthes northiana“ getauft.
Zunächst wurde die Pflanze 1895 von H. Beck unter der Bezeichnung „Nepenthes spuria“ beschrieben. Im Jahre 1925 erhielt sie vom Botaniker J. M. Macfarlane den Namen „Nepenthes decurrens“. Erst Benedictus Hubertus Danser gab ihr 1928 den heutigen botanischen Artnamen.